# Calauan
Calauan ist eine philippinische Stadtgemeinde in der Provinz Laguna.
Der Name des Orts leitet sich von dem Ausdruck kalawang ab, welcher Rost bedeutet.
Calauan ist bekannt für sein Ananasfestival, das jeden Mai stattfindet.
Der Zugang zum Hidden Valley Springs – Resort, ein Resort mit heißen Quellen liegt zwar im benachbarten Alaminos, das Resort liegt jedoch innerhalb der Grenzen von Calauan.
In der Gemeinde befindet sich ein Campus der Polytechnic University of the Philippines.

## Baranggays
Calauan ist politisch unterteilt in 17 Baranggays.
| - Balayhangin - Bangyas - Dayap - Hanggan - Imok - Lamot 1 - Lamot 2 - Limao - Mabacan | - Masiit - Paliparan - Perez - Kanluran - Silangan - Prinza - San Isidro - Santo Tomas |